# العلاقات البنمية النيوزيلندية
العلاقات البنمية النيوزيلندية هي العلاقات الثنائية التي تجمع بين بنما ونيوزيلندا.

## مقارنة بين البلدين
هذه مقارنة عامة ومرجعية للدولتين:
| وجه المقارنة                                              | بنما                      | نيوزيلندا                                              |
| --------------------------------------------------------- | ------------------------- | ------------------------------------------------------ |
| المساحة (كم2)                                             | 74.18 ألف                 | 268.02 ألف                                             |
| عدد السكان (نسمة)                                         | 4.10 مليون                | 4.24 مليون                                             |
| الكثافة السكانية (ن./كم²)                                 | 55.27                     | 15.82                                                  |
| العاصمة                                                   | بنما                      | ويلينغتون، أوكلاند                                     |
| اللغة الرسمية                                             | اللغة الإسبانية           | لغة إنجليزية، اللغة الماورية، لغة الإشارة النيوزيلندية |
| العملة                                                    | بالبوا بنمي، دولار أمريكي | دولار نيوزيلندي، الجنيه النيوزيلندي                    |
| الناتج المحلي الإجمالي (بليون دولار)                      | 61.84 مليار               | 205.85 مليار                                           |
| الناتج المحلي الإجمالي (تعادل القوة الشرائية) بليون دولار | 87.37 مليار               |                                                        |
| الناتج المحلي الإجمالي الاسمي للفرد دولار أمريكي          | 13.27 ألف                 |                                                        |
| الناتج المحلي الإجمالي للفرد دولار أمريكي                 | 20.89 ألف                 |                                                        |
| مؤشر التنمية البشرية                                      | 0.780                     | 0.914                                                  |
| رمز المكالمات الدولي                                      | +507                      | +64                                                    |
| رمز الإنترنت                                              | .pa                       | .nz                                                    |
| المنطقة الزمنية                                           | 00                        | ت ع م+13:00، ت ع م+12:00                               |

## منظمات دولية مشتركة
يشترك البلدان في عضوية مجموعة من المنظمات الدولية، منها:
| علم المنظمة | اسم المنظمة                               | تاريخ انضمام بنما | تاريخ انضمام نيوزيلندا |
| ----------- | ----------------------------------------- | ----------------- | ---------------------- |
|             | يونسكو                                    | 10 يناير 1950     | 4 نوفمبر 1946          |
|             | الفريق المعني برصد الأرض                  | ?                 | ?                      |
|             | مؤسسة التمويل الدولية                     | 20 يوليو 1956     | 31 أغسطس 1961          |
|             | المركز الدولي لتسوية المنازعات الاستشارية | 8 مايو 1996       | 2 مايو 1980            |
|             | منظمة حظر الأسلحة الكيميائية              | ?                 | ?                      |
|             | مؤسسة التنمية الدولية                     | 1 سبتمبر 1961     | 1 أكتوبر 1974          |
|             | منظمة التجارة العالمية                    | ?                 | ?                      |
|             | وكالة ضمان الاستثمار متعدد الأطراف        | 21 فبراير 1997    | 22 أبريل 2008          |
|             | الاتحاد البريدي العالمي                   | ?                 | ?                      |
|             | منظمة الشرطة الجنائية الدولية             | ?                 | ?                      |
|             | الأمم المتحدة                             | 13 نوفمبر 1945    | 24 أكتوبر 1945         |
|             | الاتحاد الدولي للاتصالات                  | 14 يوليو 1914     | 3 يونيو 1878           |
|             | البنك الدولي للإنشاء والتعمير             | 14 مارس 1946      | 31 أغسطس 1961          |

## وصلات خارجية
- موقع وزارة الخارجية البنمية
- موقع وزارة الخارجية النيوزيلندية